# Michel Bar-Zohar
Pour les articles homonymes, voir Zohar.
Michel Bar-Zohar, né le 30 janvier 1938 à Sofia en Bulgarie, est un historien israélien, ancien député travailliste des années 1990 à la Knesset, biographe de David Ben Gourion et de Shimon Peres, spécialiste des services secrets israéliens et professeur à l'université Emory d'Atlanta.

## Biographie
Il est diplômé en économie et relations internationales de l'université hébraïque de Jérusalem et titulaire d'un doctorat de sciences politiques obtenu à l'Institut d'études politiques de Paris. Il a ensuite enseigné à l'université de Haïfa.
Sergent parachutiste durant la guerre des Six Jours, il participe également à la guerre du Kippour au sein d'un commando qui parvint à atteindre la rive africaine du canal de Suez.
Il est également l'ancien chef du service de presse auprès du général Moshe Dayan au ministère israélien de la Défense.
En 2005, il se déclare en faveur de Kadima, le parti centriste d'Ariel Sharon.

## Distinction
- 2018 : Ordre de Stara Planina[1].